# Bonito Oriental
Bonito Oriental est une municipalité du Honduras, située dans le département de Colón.
La municipalité regroupe 10 villages et 55 hameaux. Elle est fondée le 28 avril 1987.

## Crédit d'auteurs
- (en)/(es) Cet article est partiellement ou en totalité issu des articles intitulés en anglais « Bonito Oriental » (voir la liste des auteurs) et en espagnol « Bonito Oriental » (voir la liste des auteurs).